# Alte Schleuse Parey
Die Alte Schleuse Parey war ein Schleusenbauwerk nördlich des Ortes Parey im Verlauf des Plauer Kanals. Reste der Schleuse finde sich heute beim nach dem Bau entstandenen Ort Neuderben.

## Geschichte

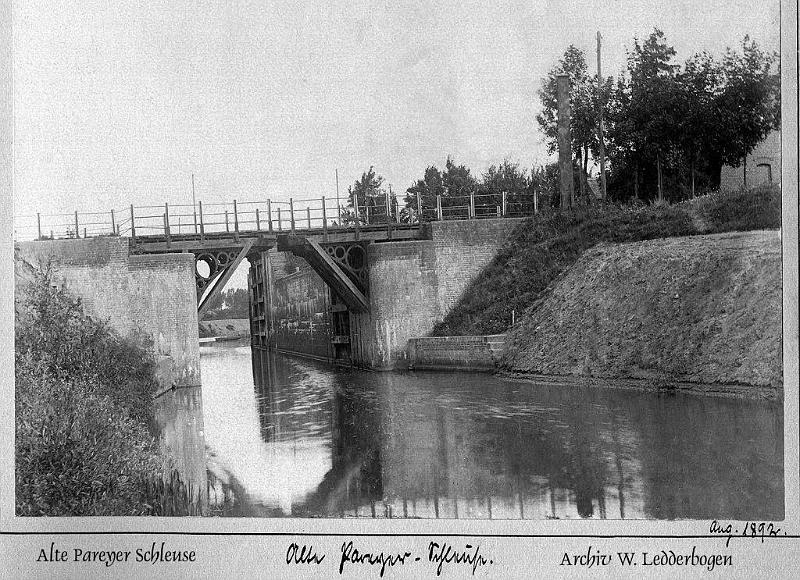
Die Alte Schleuse Parey im August 1892

Zwischen 1743 und 1745 baute man auf Betreiben des preußischen Königs Friedrich II. den Plauer Kanal als künstliche Wasserstraße. Im Kanal wurden drei Schleusen, neben der bei Parey die Schleuse Kade und die Schleuse Plaue, errichtet. Der Kanal ermöglichte die Durchfahrt von Schiffen mit 36,10 Meter Länge und 4,00 Meter Breite. Zu dieser Zeit wurden die Schiffe im Kanal üblicherweise getreidelt.
Bei der Erweiterung des Plauer Kanals zwischen 1862 und 1866 wurden an den Schleusen nur einige Instandsetzungsarbeiten verrichtet, baulich blieben sie jedoch unverändert. Die neuen maximalen Schiffsgrößen von 40,20 Meter Länge, 4,60 Meter Breite und 1,25 Meter Tiefgang konnten weiterhin geschleust werden.
Eine zweite Erweiterung des Plauer Kanals fand zwischen 1883 und 1891 statt, nachdem sich nach der Inbetriebnahme des Ihlekanals der Schiffsverkehr verdoppelt hatte und immer größere Schiffe auf den Wasserstraßen verkehrten. Da der Plauer Kanal über einen Altarm in die Elbe bei Derben mündete und diese Mündung häufig versandete, sodass sie regelmäßig ausgebaggert werden musste, was sich als sehr problematisch erwies, verlegte man die Kanalmündung etwa 3,5 Kilometer flussaufwärts. Im neuen Mündungsarm des Kanals wurde von 1890 bis 1891 die neue Schleuse Parey errichtet. Der alte Mündungsarm wurde zur Baggerelbe. Mit Inbetriebnahme der neuen Schleuse etwa 1,5 Kilometer entfernt, wurde die alte Schleuse außer Betrieb genommen. Der Kanal verlief nach den Umbauten in einer Entfernung von etwa 25 Meter zur Alten Schleuse Parey.

## Bauwerk

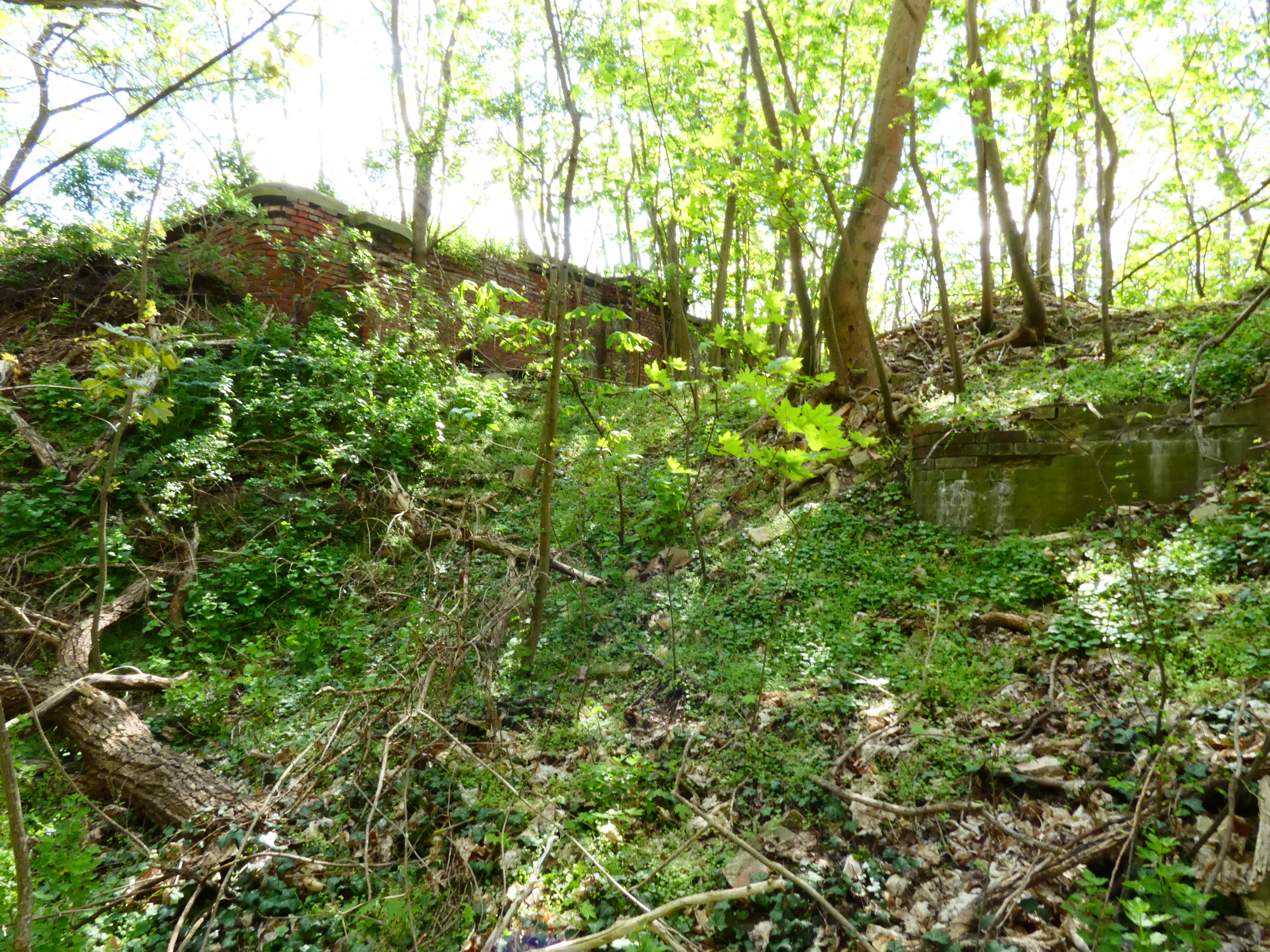
Blick auf das ehemalige Unterhaupt der Alten Schleuse

Das Bauwerk der Alten Schleuse Parey ist nur noch eine Ruine. Die Schleuse wurde unmittelbar vor der Einmündung des Plauer Kanals in einen Altarm der Elbe, heute Bundeswasserstraße (Nebenwasserstraße) Altarm Alter Elbarm (AAEl), gebaut. In Sichtweite zum Pareyer Verbindungskanal (PVK), dem Nachfolger des Plauer Kanals in diesem Bereich, existieren in einem  verbuschten Bereich noch Teile des Mauerwerks der Schleusenkammer. Vor allem Teile der nördlichen, im geringeren Maße der südlichen Wand der Schleusenkammer sind erhalten. Die Schleusenwände sind mit rotem Klinker gemauert. Der Bereich des Unterhaupts ist noch erkennbar.
Wie auf einer alten Fotoaufnahme aus dem August 1892 zu erkennen ist, handelte es sich bei der Alten Schleuse Parey um eine Einkammerschleuse mit hölzernen Stemmtoren. Über die Schleuse führte eine hölzerne Brücke mit einem Mastdurchlaß.